# Peter Podhradský
Peter Podhradský (* 10. Dezember 1979 in Bratislava, Tschechoslowakei) ist ein ehemaliger slowakischer Eishockeyspieler, der in der American Hockey League 188 Partien für die Cincinnati Mighty Ducks und zudem über 380 Spiele in der Kontinentalen Hockey-Liga absolviert hat.

## Karriere
Peter Podhradský begann seine Karriere im Nachwuchsbereich des  HC Slovan Bratislava und wurde in der Saison 1999/2000 parallel beim HK Tranava aus der slowakischen 1. Liga eingesetzt. Im Saisonverlauf debütierte er zudem für Slovan in der slowakischen Extraliga.
Beim NHL Entry Draft 2000 wurde er von den Mighty Ducks of Anaheim in der fünften Runde an 134. Stelle gedraftet und wechselte nach Nordamerika, wo er in drei aufeinanderfolgenden Spielzeiten für deren Farmteam, die Cincinnati Mighty Ducks, in der American Hockey League spielte. In 186 Spielen schoss er bei 131 Strafminuten 13 Tore und bereitete 21 weitere vor. 2003 wechselte er zurück nach Europa zum tschechischen Erstligisten Bílí Tygři Liberec. Nach sieben Spielen wechselte er zum Ligakonkurrenten HC Pardubice, wo er in 44 Spielen zwei Tore und zwei Assists verbuchte. Nach einem weiteren Jahr in Tschechien bei HC Oceláři Třinec mit fünf Assists in 39 Spielen wechselte Podhradský zurück in die slowakische Extraliga und lief in zehn Spielen für den MsHK Žilina auf. Dort erzielte er ein Tor und vier Assists. 2005 wechselte er für ein Jahr zum HC Košice und verbuchte dort in 47 Spielen mit 15 Toren und 24 Assists 39 Scorerpunkte.
In der Saison 2006/07 unterschrieb Peter Podhradský einen Einjahresvertrag bei den Frankfurt Lions. Podhradský kam als relativ unbekannter Spieler in die Liga, konnte sich aber sofort etablieren und erreichte in 45 Spielen 17 Tore und 36 Vorlagen, was ihn zum drittbesten Verteidiger der Liga nach Punkten machte. Zur Saison 2007/08 wechselte Peter Podhradský zum russischen Erstligisten Metallurg Nowokusnezk. Ein Jahr später wurde er von Torpedo Nischni Nowgorod verpflichtet. In den folgenden zwei Jahren spielte er für Barys Astana und HK Dinamo Minsk in der Kontinentalen Hockey-Liga, ehe er im Juni 2011 vom HK Metallurg Magnitogorsk unter Vertrag genommen wurde. Für diesen bestritt er in der Saison 2011/12 allerdings nur zwei Spiele, ehe er zum HK Dinamo Minsk zurückkehrte.
Zwischen Mai 2012 und dem Ende der Saison 2013/14 stand er beim HK Donbass Donezk unter Vertrag, mit dem er 2013 den IIHF Continental Cup gewann. Nach dem Rückzug des Klubs aus der KHL aufgrund der Krise in der Ostukraine wechselte er im August 2014 zum KHL-Rückkehrer HK Lada Toljatti.
In der Saison 2015/16 spielte Podhradský für den HK Nitra in der heimischen Extraliga und gewann mit diesem die slowakische Meisterschaft. Anschließend war er ohne Verein, bis er in der Saison 2017/18 seine Karriere beim HC Bratislava in der zweiten slowakischen Spielklasse ausklingen ließ.

### International
Peter Podhradský ist seit 1999 slowakischer Nationalspieler. 1999 vertrat er sein Heimatland bei den Juniorenweltmeisterschaften, 2000, 2007, 2008 und 2011 auch bei den Weltmeisterschaften. Im Jahre 2000 wurde er mit der slowakischen Eishockeynationalmannschaft Vizeweltmeister. Besonders 2007 spielte er bei den Weltmeisterschaften in Moskau eine gute Runde. Insgesamt kommt Podhradský für die Nationalmannschaft an A-Weltmeisterschaften auf 25 Spiele, in denen er drei Tore und sieben Assists erzielte.

## Erfolge und Auszeichnungen
- 2000 Silbermedaille bei der Weltmeisterschaft
- 2006 All-Star-Team der slowakischen Extraliga
- 2009 KHL-Verteidiger des Monats Februar
- 2011 KHL All-Star Game
- 2013 Gewinn des IIHF Continental Cup mit dem HK Donbass Donezk
- 2016 Slowakischer Meister mit dem HK Nitra

## Statistik
(Stand: Ende der Saison 2014/15)